# Ersnäs
Ersnäs – miejscowość (tätort) w Szwecji, w regionie administracyjnym (län) Norrbotten, w gminie Luleå.
Według danych Szwedzkiego Urzędu Statystycznego liczba ludności wyniosła: 478 (31 grudnia 2015), 487 (31 grudnia 2018) i 491 (31 grudnia 2019).